# Port lotniczy Louisville
Port lotniczy Louisville – port lotniczy położony w pobliżu Louisville, w stanie Kentucky. Jeden z największych portów lotniczych w stanie. W 2006 obsłużył 3 665 245 pasażerów.

## Linie lotnicze i połączenia

### Hall A
- Continental Airlines
  - Continental Express obsługiwane przez Chautauqua Airlines (Houston-Intercontinental)
  - Continental Express obsługiwane przez ExpressJet Airlines (Cleveland, Houston-Intercontinental, Newark)
- Delta Air Lines (Atlanta, Cincinnati)
  - Delta Connection obsługiwane przez Atlantic Southeast Airlines (Atlanta, Cincinnati)
  - Delta Connection obsługiwane przez Chautauqua Airlines (Cincinnati/Northern Kentucky, Orlando)
  - Delta Connection obsługiwane przez Comair (Boston, Cincinnati)
  - Delta Connection obsługiwane przez Freedom Airlines (Orlando)
- ExpressJet Airlines (Kansas City, Raleigh/Durham)
- Northwest Airlines (Detroit, Minneapolis/St. Paul)
  - Northwest Airlink obsługiwane przez Pinnacle Airlines (Detroit, Memphis, Minneapolis/St. Paul)

### Hall B
- American Airlines (Dallas/Fort Worth)
  - American Eagle Airlines (Chicago-O’Hare, Dallas/Fort Worth, Miami, Nowy Jork-LaGuardia (od 5 września 2007), Raleigh/Durham)
- Frontier Airlines
  - Frontier Airlines obsługiwane przez Republic Airlines (Denver)
- Midwest Airlines
  - Midwest Connect obsługiwane przez Airlines (Milwaukee)
- Southwest Airlines (Baltimore/Waszyngton, Birmingham (AL), Chicago-Midway, Las Vegas, Orlando, Phoenix, St. Louis, Tampa)
- United Airlines
  - United Express obsługiwane przez SkyWest (Chicago-O’Hare)
  - United Express obsługiwane przez Shuttle America (Chicago-O’Hare)
- US Airways
  - US Airways Express obsługiwane przez Air Wisconsin (Filadelfia)
  - US Airways Express obsługiwane przez Chautauqua Airlines (Nowy Jork-LaGuardia, Filadelfia, Waszyngton-Reagan)
  - US Airways Express obsługiwane przez PSA Airlines (Charlotte, Waszyngton-Reagan)
  - US Airways Express obsługiwane przez Trans States Airlines (Pittsburgh)